# Ball-trap
Pour les articles homonymes, voir Tir aux pigeons.
Le tir aux pigeons d'argile,, tir aux plateaux ou tir au plateau d'argile, ball-trap ou balltrap, tir aux clays (Belgique), ou tir à la volée, (Canada) est un exercice d'adresse, d'entraînement à la chasse ou pratiqué comme activité sportive, consistant à abattre au fusil des plateaux constitués d'un mélange de brai de pétrole et d'un apport de calcaire projetés en l'air.

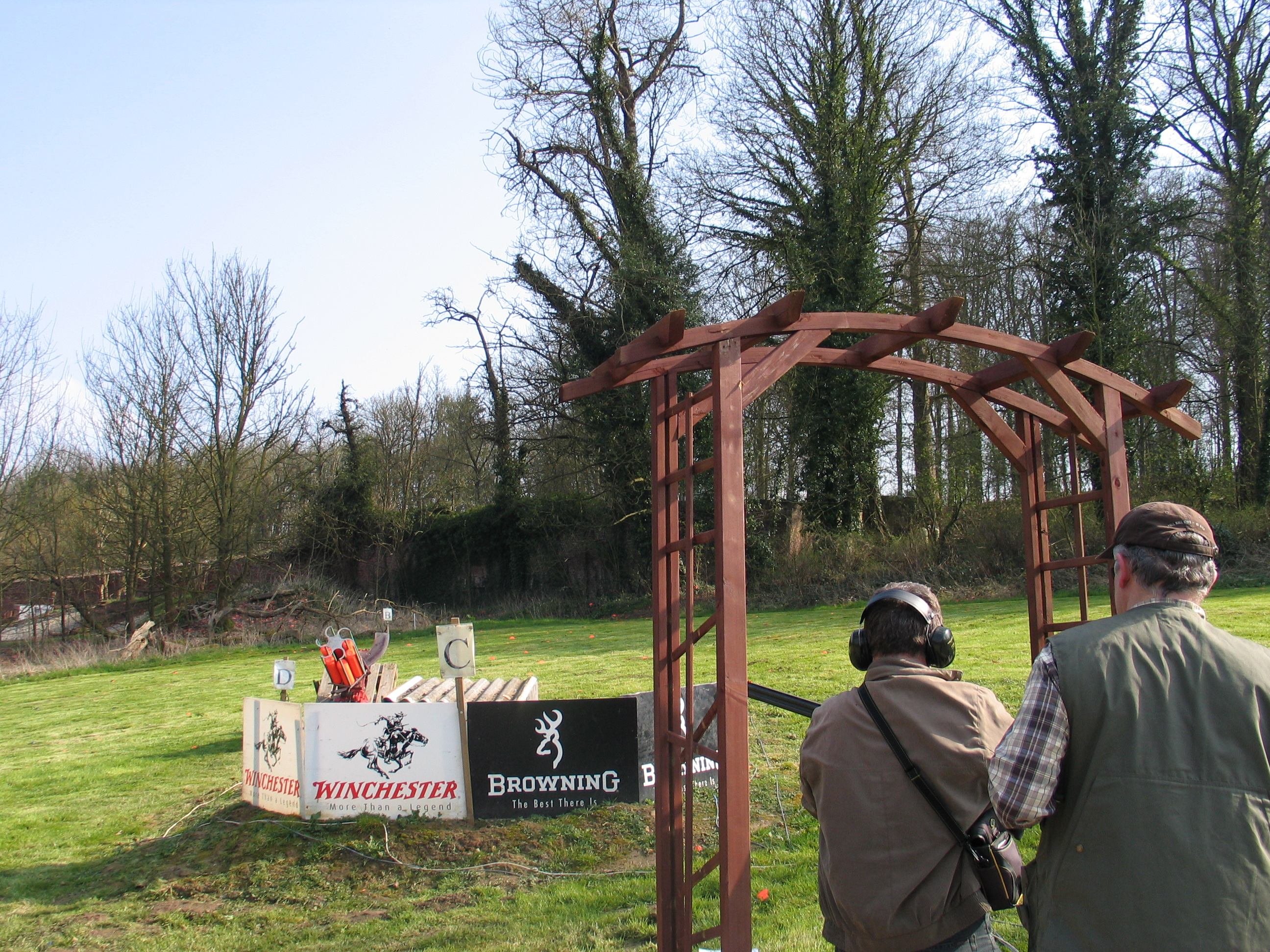
Pas de tir à Andenne (Belgique). On note le port de protections auditives par le tireur.

## Histoire
La première mention d'un tir aux pigeons (trapshooting) semble datée de 1793, dans le magazine anglais Sporting Magazine. Comme ceux qui lui succéderont jusque dans les années 1920, il utilisait de vrais oiseaux vivants (en général des pigeons), libérés de leur cache (souvent un chapeau haut de forme) en tirant sur une ficelle, ce qui faisait nommer ce groupe de chasseurs le « club des chapeaux haut-de forme » (High Hats Club), jusqu'à ce qu'ils utilisent des boites au lieu des chapeaux.
Cincinnati disposait en 1831 d'une fosse olympique. Une association interétatique de Trap Shooting (The Interstate Trap Shooting Association) est créée en 1890, qui organisera cette pratique et en formalisera les règlements aux États-Unis.

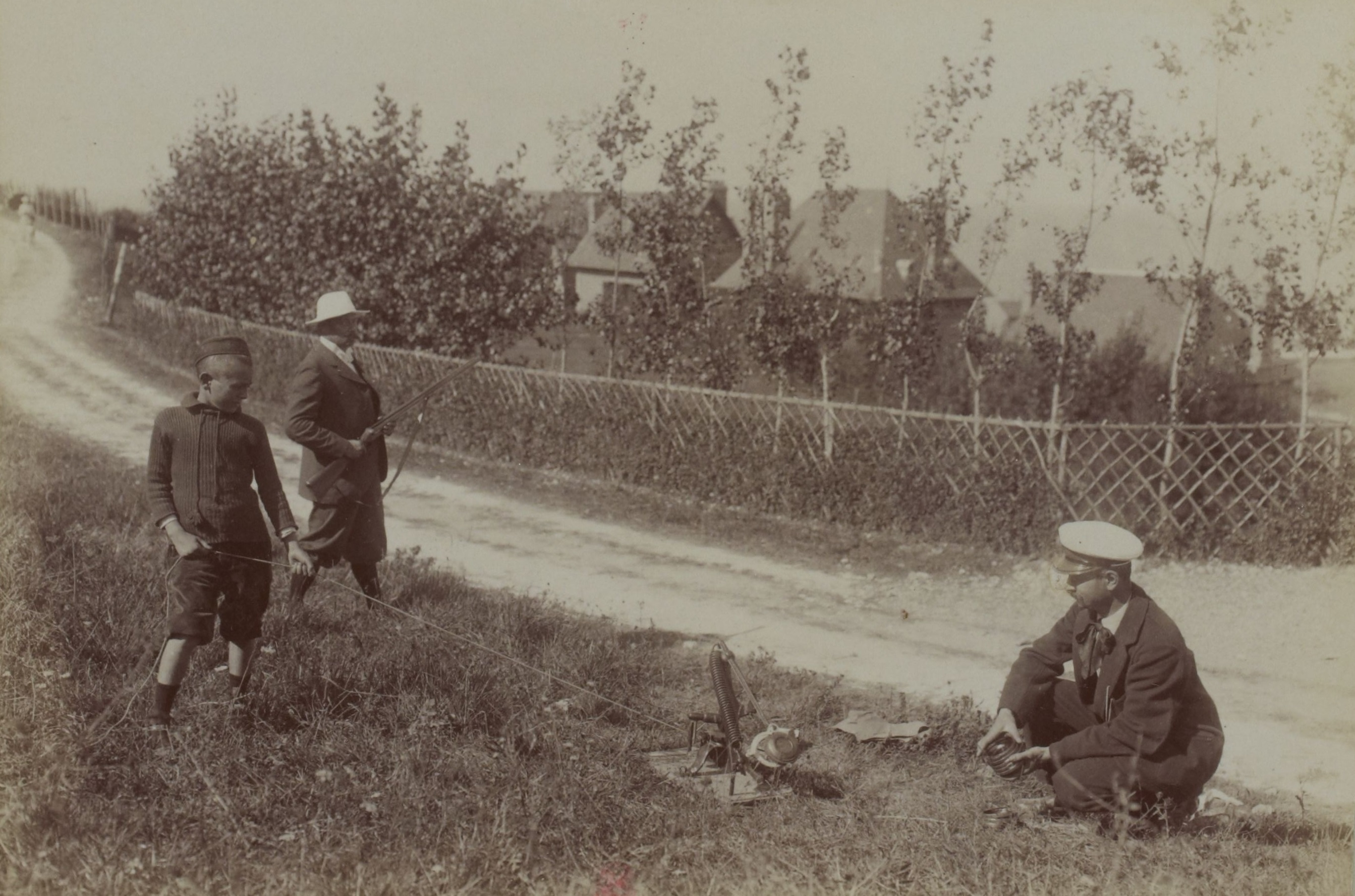
Ball-trap en 1899.

À la fin du XIXe siècle, alors que l'utilisation des oiseaux vivants est jugée honteuse ou peu éthique par le public, les oiseaux vivants sont peu à peu remplacés par le tir sur des cibles mouvantes mais artificielles, et la législation interdit le tir d'entraînement sur oiseaux vivants. Plusieurs variantes de boules de verre lancées en l'air, parfois remplies de plumes ont été essayées. En 1880, un oiseau d'argile est utilisé. Après quelques changements, il est devenu le plateau encore utilisé de nos jours. En juin 1900, à Cincinnati, 74 candidats participent à la première session du « Grand American Handicap Trap Shoot ».
Concernant les règles, le ball-trap, tel qu'il est aujourd'hui pratiqué (sur des « pigeons » simulés par des plateaux d'argile) aurait été inventé ou préfiguré dans les années 1920, dans le Massachusetts à Glen Rock Kennels, dans la ville d'Andover par l'Américain Charles Davies, un passionné de chasse à la perdrix. Il avait alors dénommé cette activité « Shooting ‘Round the Clock’ » (littéralement tir à partir du tour de l'horloge, ou « Clock Shooting » (littéralement tir à l'horloge). En effet, le parcours original se présentait comme un cercle de rayon de 25 yards, dont la circonférence était dessinée comme une horloge avec une cible présentée à la position « 12 heures ».
Sur ce site, la pratique du tir à partir de toutes les directions ont dû cesser pour des raisons de voisinage (un élevage de poulets s'était installé contre la propriété de C. Davies). Le jeu a ensuite évolué jusqu'à ses configurations actuelles, à partir de 1923, lorsque l'un des amateurs de « Clock Shooting », William Foster Harnden, a proposé de positionner une seconde cible à la position 6 heures et de donner au terrain la forme d'un demi-cercle. Foster était un illustrateur, notamment connu du monde de la chasse pour avoir illustré un ouvrage intitulé New England Grouse Shooting. Il travaillait aussi à promouvoir les produits de l'armurier Parker. Il semble avoir vite senti le potentiel commercial de cette nouvelle activité en termes de vente de fusils et cartouches. Il a encouragé l'intérêt suscité par ce nouveau type de compétition. Il l'a notamment promu via le journal National Sportsman and Hunting and Fishing magazines dont il était rédacteur en chef (et illustrateur ?). Le jeu a été élogieusement présenté dans le numéro de février 1926 de la revue, avec une illustration de couverture présentant un tireur devant une borne numérotée au-dessus d'un bandeau « Complete game laws in this issue » (« Règlement complet de ce jeu dans ce numéro »). Un prix de 100 dollars a été offert à celui qui trouverait un nouveau nom pour cette activité. Le mot gagnant a été « skeet », proposé par une certaine Gertrude Hurlbutt, de Dayton (Montana). Ce mot « skeet » a été présenté comme dérivant du mot scandinave « skyte » qui signifie « tirer ». De nouveaux fusils dits « skeet guns » ont été produits pour cette pratique, notamment par Parker.
En 1922, une scission se manifeste dans l'association interétatique et une autre association d'amateurs de tir au pigeon se crée en 1923 : l'ATA (Amateur Trapshooting Association), basée à Vandalia dans l'Ohio, où se tient encore son grand tournoi annuel, le Grand American Handicap (5 000 tireurs en 1996).
Lors de la Seconde Guerre mondiale, le tir aux pigeons d'argile s'est fait largement fait connaître des Américains et de soldats d'autres pays, en servant, dans plusieurs corps d'armée, de moyen d'entraînement des soldats au tir sur cible mobile, et aussi parfois de détente pour les officiers lors de leur temps de repos. De nombreux habitués du tir au pigeon se sont à cette époque fait embaucher comme instructeurs. Après l'armistice, une association nationale de Skeet Shooting a rapidement été créée (en décembre 1946), nommée National Skeet Shooting Association (NSSA), substantiellement financée au départ par la National Rifle Association of America (NRA). Un championnat national de tir a été repris à Indianapolis dès 1946. Le siège de la NSSA est maintenant basé à San Antonio, au Texas, où des concours nationaux et locaux sont encore organisés,.

### En France
Le 15 mars 1967, l'Union des sociétés de tir a fusionné avec la Fédération française de tir aux armes de chasse, en créant une nouvelle Fédération française de tir, jusqu'au 15 juillet 1985, où à la suite d'une scission, une Fédération française de ball-trap est créée, pour la défense et le suivi des disciplines Ball Trap (d'abord non olympiques puis olympiques comprises). Pierre de Coubertin (qui a sept fois acquis le titre de champion de France au pistolet) avait imposé la pratique du tir aux premiers Jeux olympiques il y a plus d'un siècle (en 1896), ce qui a permis au ball-trap de s'inscrire dans les disciplines olympiques.

## Les différentes disciplines du ball-trap
Cette activité sportive regroupe plusieurs disciplines. Il y a des disciplines non olympiques qui sont gérées par la Fédération française de ball-trap (FFBT) comme la Fosse universelle (FU), le Parcours de Chasse (PC), le Compak Sporting (CS) et la DTL (ex-Fosse Euro, le Sanglier Courant et les Hélices).
Les disciplines olympiques sont quant à elles gérées par la Fédération française de tir (FFTir) comme la fosse olympique (FO), le double trap (DT) et le skeet olympique (SO).

### La Fosse universelle

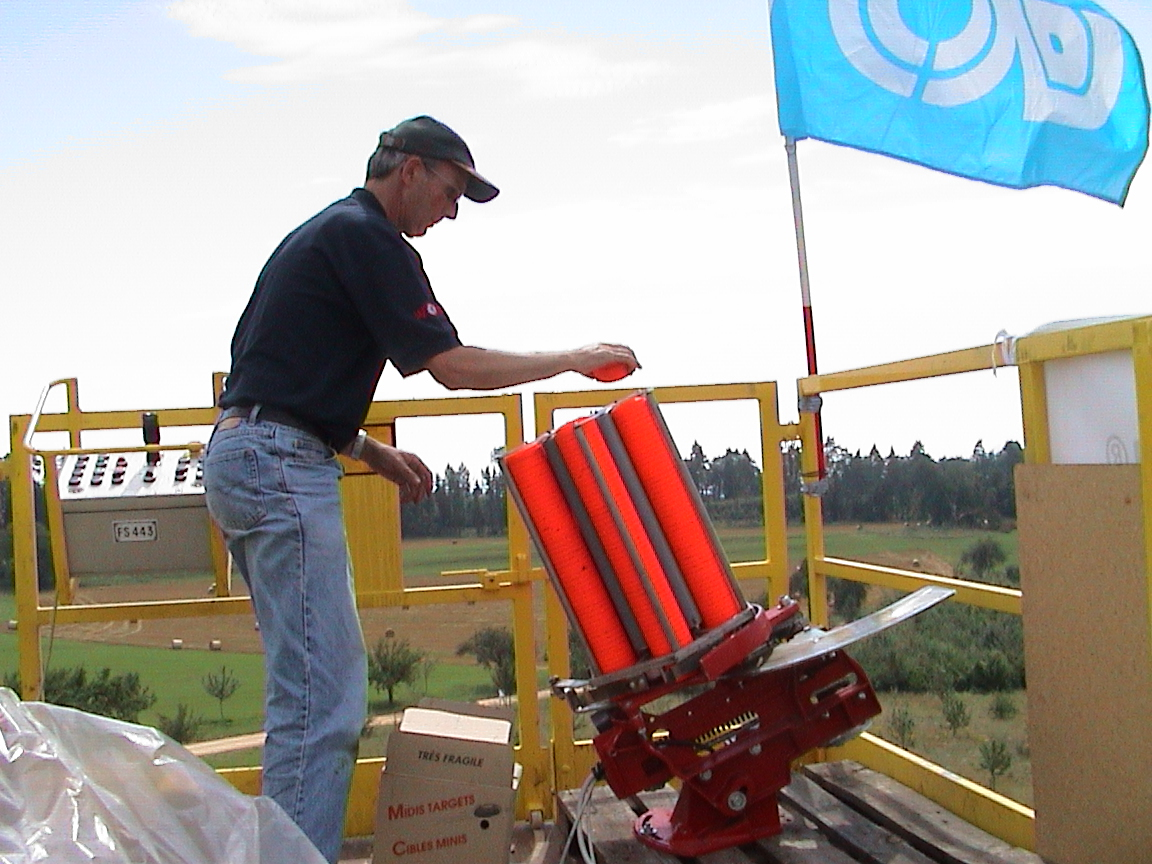
Machine à lancer les plateaux d'argile.

La Fosse universelle comporte cinq appareils de lancement qui sont placés dans une excavation munie d’un toit fixe ou articulé. Les cinq appareils sont disposés en ligne droite sur des supports scellés, rigoureusement alignés et parfaitement de niveau, ils sont numérotés de gauche à droite, de 1 à 5. Les cinq supports sont placés de telle sorte que les cinq lanceurs étant armés avec un plateau sur le bras de lancement de chacun d’eux, on ait :
1. une distance horizontale de 1 m minimum et de 1,25 m maximum entre le centre des deux plateaux disposés sur les deux appareils voisins, prêts pour le lancement
2. une distance verticale de 0,50 m entre le centre de chaque plateau pris à la calotte supérieure et la face supérieure du plafond recouvrant la fosse, étant entendu que cette face du plafond correspond exactement au niveau du pas de tir[10]

Pas de tir : les pas de tir, constitués par des carrés de 1 m × 1 m, sont disposés en ligne droite, parallèlement aux cinq appareils de la fosse. Une distance horizontale de 15 m doit être mesurée entre la ligne frontale des pas de tir et celle passant par les centres des plateaux en position de lancement sur les appareils. Une marque ou un plateau doit être disposé dans l’axe du pas de tir central sur le toit de la fosse (appareil no 3 réglé à 0°) ou doit passer exactement par le centre des plateaux perpendiculairement à l’alignement des cinq appareils de lancement.
Les pas de tir sont disposés de sorte qu’il y en ait deux à gauche et deux à droite du pas de tir no 3. Ils sont espacés de 2,5 m d’axe en axe, afin de laisser des intervalles de 1,5 m de largeur entre chacun des cinq pas de tir. Chaque pas de tir est équipé d’un support sur lequel les tireurs peuvent poser leurs cartouches.

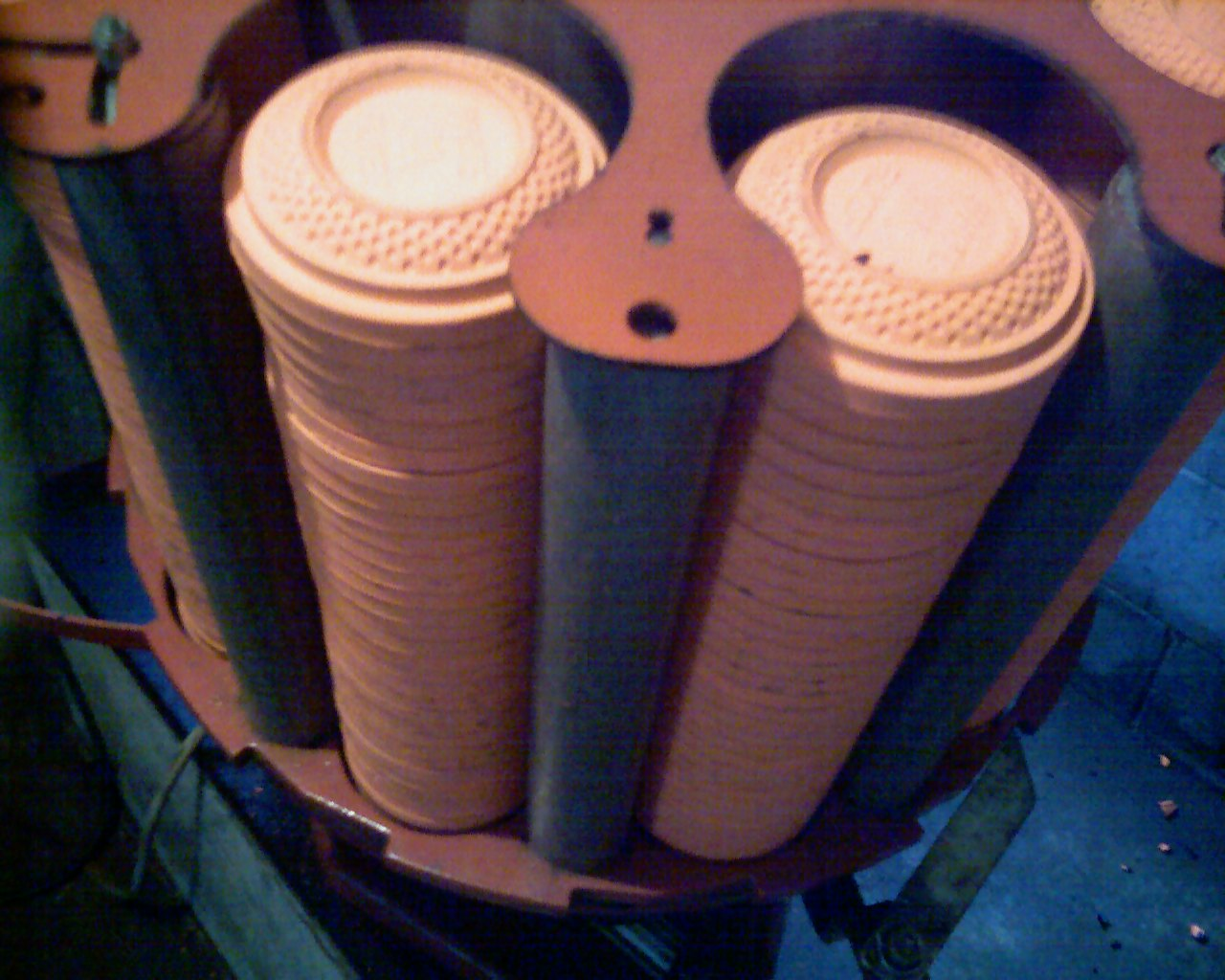
Plateaux alignés sur le lanceur.

 Plateaux : les plateaux doivent avoir un diamètre de 110 mm, une hauteur de 25 à 28,5 mm et un poids compris entre 100 et 110 g. Pour les compétitions, les plateaux doivent être de la même couleur et de la même marque agréée. La situation du terrain et la couleur des plateaux doivent être telles, que ces derniers se détachent visiblement dans la zone de tir, sous des conditions de lumière normale.
Dispositif de lancement : les lanceurs doivent être commandés par un dispositif, déclencheur au son (électrique ou électronique), avec un séquenceur de manière que tous les tireurs puissent recevoir des plateaux identiques dans un ordre différent, mais sans savoir lequel des cinq appareils lancera le plateau.
Règlement des compétitions : ces règlements concernent les trajectoires des plateaux, les armes et munitions à utiliser, les vêtements, les positions de tir, les règles de tir, l’arbitrage, et l’organisation proprement dite des compétitions. Ces règlements sont édictés par la FITASC et par la Fédération française de ball-trap.

### Le Parcours de chasse
Selon la configuration du terrain, le stand de parcours de chasse doit être équipé d'un nombre suffisant de lanceurs de plateaux, pour que les tireurs retrouvent les conditions de tir de chasse au gibier nature : perdreaux, canards, faisans, bécasses, lapins , etc. Devant soi, rasant, en battue, traversant, demi-traversant, rentrant, en plaine, au bois, gênés ou non par des arbres, des massifs d'arbustes ou obstacles naturels.
Les pas de tir sont délimités par des carrés de 1 mètre de côté ou par des cercles de 1 mètre de diamètre. Ils sont disposés au gré du traceur officiel, suivant les trajectoires, la visibilité et le degré de difficulté recherchée en fonction de l’épreuve.
Les plateaux utilisés sont des plateaux normaux, battue, rabbit, bourdon, flash et éventuellement des électro-cibles.
Un minimum de quatre lanceurs est exigé pour les épreuves officielles sur parcours conventionnel ou trois lanceurs sur le système de ligne de tir FITASC. Ces lanceurs doivent être repérés par des lettres alphabétiques (a.b.c.d…) partant obligatoirement de la gauche vers la droite du pas de tir.

### LeCompak Sporting

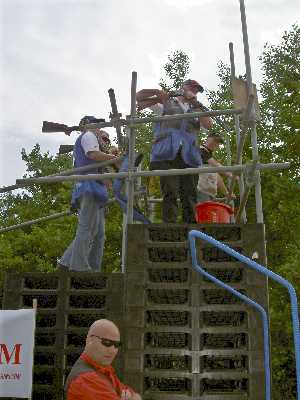
Pas de tir surélevé. À gauche, on note l'observation des normes de sécurité par les tireurs en attente, fusil à canon ouvert sur l'épaule. À droite, un tireur ayant achevé son tir vide les étuis utilisés dans un seau.

Le Compak Sporting est pratiquement identique au Parcours de Chasse. Il est mis en place sur un stand ou existent une fosse, un parcours de skeet ou d'hélices, etc.
Cinq pas de tir, délimités par des carrés de 1 mètre de côté sont alignés en ligne droite et placés en arrière entre 8 et 15 mètres par rapport à une ligne virtuelle reliant la machine la plus proche du côté gauche à la machine la plus proche du côté droit des pas de tir.
Il doit y avoir un minimum de six (6) lanceurs, manuels, semi-automatiques ou automatiques, ou un mélange de ces différents types sont utilisés. Ils sont repérés A, B, C, D, E et F ou 1, 2, 3, 4, 5, 6 en allant de gauche à droite.
Les plateaux utilisés sont des plateaux normaux, battue, rabbit, bourdon, flash et éventuellement des électro-cibles.

### Le DTL (Down The Line)
Le DTL consiste en une machine de lancement placée dans une fosse surélevée .
La fosse doit être construite de matériaux qui doivent résister à l’impact des plombs tirés d’une cartouche à une distance de 14,6 mètre et garantir une protection totale de la personne desservant le lanceur (pulleur).
Cinq pas de tir sont répartis sur un arc de cercle à l’arrière de la fosse.
Le lanceur doit être capable de lancer des plateaux simples, dans les limites angulaires, de hauteurs et de distances (vitesse). Le lanceur est équipé d’un dispositif rendant les trajectoires aléatoires et totalement imprévisibles. Les plateaux partent dans un angle précis de 45 dégrés de hauteur par rapport au sol, la machine doit également être positionnée à 18 mètres de chaque tireurs.
L’envoi du ou des plateaux peut être déclenché soit manuellement ou par un dispositif de déclenchement à la voix qui doit posséder le même retard à l’envoi qu’un système manuel, fil et bouton poussoir.

### La fosse olympique
Sont autorisés pour cette compétition tous les fusils dont le calibre ne dépasse pas le 12 et des cartouches chargées avec 24 grammes de plomb maximum.
La fosse olympique est située à 15 mètres des 5 postes de tir qu'occuperont tour à tour les 6 tireurs constituant la « planche ».
Cinq groupes de trois appareils de lancement distribuent les plateaux selon des angles différents suivant un schéma réglementaire.
Il existe dans le règlement international neuf schémas. Les angles de réglage des lanceurs sont établis entre 0° et 45˚ droit ou gauche. La distance de chute des plateaux est portée à 76 mètres (+ ou − 1 mètre).
La compétition s'effectue sur 125 plateaux tirés par série de 25.
L'athlète épaule avant de déclencher le lanceur par microphone. Il peut utiliser 2 cartouches par plateau.
À l'issue de la compétition sur 125 plateaux, les six meilleurs tireurs reprennent la compétition pour une série de 25 plateaux « flash » (flash : qui libère une poudre fluorescente lorsqu’il éclate) mais avec seulement une cartouche dans l’arme pour chaque plateau. Le dernier des finalistes sort de la planche. Les cinq restant tirent cinq plateaux à l'issue desquels le moins bon score est éliminé. Il est procédé de la même manière jusqu'à l'élimination du quatrième tireur. À la fin restent les deux meilleurs scores qui tirent alors 10 plateaux. Les deux derniers finalistes auront ainsi tirés 50 plateaux et c'est le meilleur score sur 50 qui est proclamé vainqueur. En cas d'égalité, le départage se fait au shoot off, c'est-à-dire au premier plateau manqué.

### Le Skeet olympique

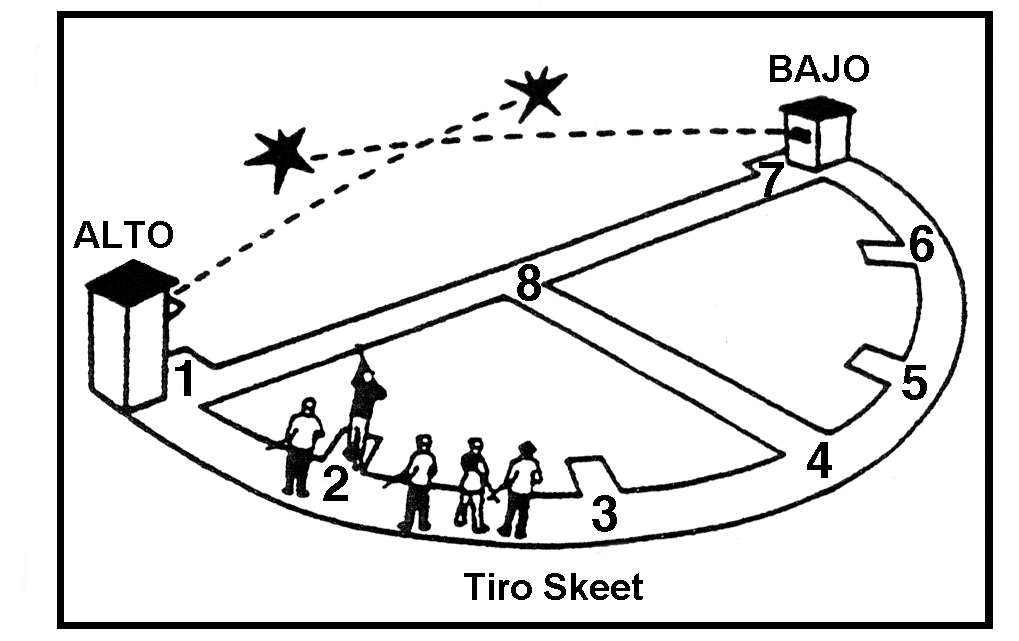

Le Skeet olympique se pratique sur un parcours comportant deux cabanes de lancement distantes de 40 mètres. L’une, haute, appelée PULL, l’autre, basse, appelée MARK. De ces cabanes partent des plateaux dont les trajectoires sont définies et constantes.
Les tireurs se déplacent sur sept postes de tir équidistants placés sur un arc de cercle. Les cabanes de lancement des plateaux se trouvent à chaque extrémité de cet arc. Le premier poste de tir est situé au pied de la cabane pull et le septième au pied la cabane mark. Un huitième poste est situé au centre de l'axe passant par les deux cabanes.
Il est interdit au tireur d'épauler avant qu'il ne donne l'ordre de lancer le ou les plateaux. Les participants tirent des « simples » (plateaux uniques lancés depuis le PULL ou le MARK), ou des « doublés » (plateaux lancés simultanément de chacune des cabanes).
Ils disposent d’une seule cartouche par plateau avec 24 g de plomb maximum.
La compétition se déroule sur 125 plateaux pour les hommes et femmes, tirés par séries de 25.
À l’issue de la compétition sur 125 pour les hommes et le femmes, les six meilleurs tireurs reprennent la compétition pour 60 plateaux (2 doublés au poste 3, 1 doublé au poste 4, alternant le sens du doublé à chaque série et 2 doublés au poste 5). Un premier tireur est éliminé au bout des 20 premiers plateaux, celui ayant réalisé le score le plus faible ; si égalité, celui qui est éliminé est celui ayant réalisé le score le moins élevé durant les qualifications, ainsi un tireur est éliminé à chaque nouvelle série de 10 plateaux. Si les deux derniers tireurs sont a égalité après les 60 plateaux, il y'a mort subit en commençant par un premier doublé au poste 3 et si l'égalité est encore présent un deuxième doublé se réalise ( doublé inversé), si égalité, on passe au poste suivant et ainsi de suite jusqu'à rupture de l'égalité.

### Le Double Trap
Le Double Trap se pratique sur les mêmes postes et installations que la fosse olympique. Seuls les appareils du groupe 3 sont utilisés. La distance de chute des plateaux est de 55 mètres.
Les angles sont de 0° pour le plateau central, et de 5° pour celui de droite ou gauche. Il existe 3 schémas différents de doublé.
Les tireurs disposent d’une seule cartouche par plateau.
La compétition se déroule sur 150 plateaux pour les hommes ou 120 plateaux pour les femmes, par série de 25 ou 20 doublés soit une série par schémas réglementaires.
Les 6 meilleurs tireurs participent à une finale sur plateaux « flash ». Le résultat de la finale est ajouté au score du match éliminatoire.

## Normes de sécurité
Les tireurs en attente de leur tour dans la zone du pas de tir doivent porter leur fusil à canon basculant ouvert et visible, posé sur le pied ou sur le pas de tir (s'il reste une cartouche non tirée, elle doit être retirée des canons seulement au passage du 5e poste au premier). Le port de protections auditives est recommandé. Afin de minimiser le recul d'une arme à feu, le port d'un gilet absorbant les chocs est également recommandé afin d'éviter l'apparition d'hématomes sur le bras et l'épaule.

## Armes utilisées

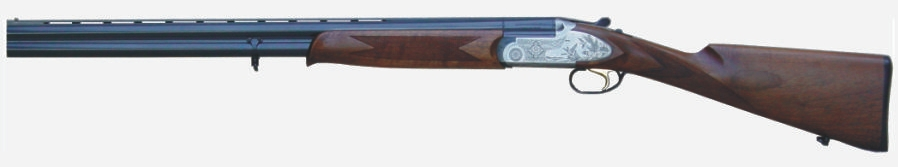
Fusil de chasse à canons superposés basculants à 2 coups, très répandu en ball-trap.

L'arme utilisée en ball-trap est le fusil de chasse à canons lisses, basculants à 2 coups en calibre 12, avec munitions à grenaille de plomb ou d'acier, en respectant un certain diamètre de plomb et une charge de poudre. L'utilisation sportive de fusil à répétition comme le fusil à pompe, à rechargement manuel ou semi-automatique, même en calibre 12, n'est pas autorisée dans tous les pays et sous certaines conditions.

### Grande-Bretagne
En Grande-Bretagne, les fusils de chasse semi-automatiques sont limités par la loi à 3 coups, mais les règles du ball-trap britanniques les limitent à 2 coups.

## Impacts environnementaux
En 1986, Erco signale un taux élevé de plomb dans les moules Modiolus demissus d'un estuaire contaminé par des grenailles de plomb. Un taux de plomb élevé a également été mesuré dans l'eau interstitielle des sédiments mais pas dans la couche d'eau qui les recouvre.
C'est un sport qui évoque la pratique de la chasse au fusil, où l'on ne tue pas d'animaux, mais qui présente des problèmes similaires de pollution au plomb, car le ball-trap utilise aussi des cartouches à grenaille de plomb, par millions chaque année, ce qui correspond à plusieurs milliers de tonnes de plomb annuellement dispersées dans l'environnement (à la fin du XXe siècle). Des études ont ainsi mis en évidence jusqu'à 108 grenailles de plomb par hectare éparpillées à la surface de sols de ball-traps (soit 10 000 par m2), et jusqu'à 104 µg/g de plomb solubilisé dans le sol en surface ou dans les sédiments proches. (ERCO, 1986, Roscoe et al. 1989).
Les polluants : ce sont principalement le plomb et moindrement l'antimoine et l'arsenic qui lui ont été ajoutés pour durcir la grenaille.
Le plomb a deux origines :
- les billes dispersées à chaque tir et leur lente corrosion ;
- la vapeur de plomb émise au canon et par la combustion de l'amorce (azoture de plomb qui a remplacé le fulminate de mercure, plus toxique). Les analyses de sol pour le plomb et l'antimoine montrent des teneurs qui « coïncident étroitement » avec ces deux sources[16].

Mobilité du plomb : de manière générale, le plomb métallique est réputé se dégrader moins vite dans les sols calcaires et plus vite dans les sols acides. L'argile était également supposée freiner la diffusion verticale du plomb. Pour vérifier ce point, la distribution horizontale et verticale du plomb a été étudiée aux États-Unis dans un ball-trap du Michigan installé sur un sol argileux. L'étude a montré que les teneurs du sous-sol correspondaient à la distribution du plomb en surface, ce qui suggère une mobilisation du plomb avec migration vers le bas dans la zone non saturée. Cette mobilisation semblait se produire malgré la nature argileuse du sol, peut-être selon les auteurs en raison de la transformation du plomb métallique en composés solubles de carbonate de plomb et de sulfate de plomb, deux composés qui ont effectivement été retrouvés dans la croûte oxydée et dégradée de beaucoup des grenailles observées sur le site. La migration descendante de plomb soluble a été dans ce cas (nappe phréatique à moins de 1 m) considérée comme « une menace potentielle pour les eaux souterraines », les auteurs ajoutant que la protection de la qualité de l'eau de surface était également un sujet de préoccupation, en raison de la présence de billes de plomb dans les sédiments du lit d'un ruisseau voisin.
Le ball-trap se pratique sur une zone restreinte, les tireurs tirant globalement toujours dans la même direction avec donc une rapide accumulation au sol de billes de plomb qui peuvent mortellement intoxiquer des oiseaux, vaches (nombreux cas documentés aux États-Unis, Irlande, Danemark, France,,,, moutons, chèvres, etc. et le sol ou les plantes ou champignons en milieu naturellement acide (d'autant que le plomb de ces cartouches contient généralement de 5 à 8 % d'arsenic et d'antimoine également toxiques). La pollution du sol par le plomb est dans ces zones de 10 à 100 fois plus élevée que les teneurs de fond trouvé sur les propriétés adjacentes. Quand la morphologie du terrain, s'y prête, il est également fréquent de trouver des accumulations de grenaille aux pieds de pentes ou talus, ou dans un ruisseau ou rivière proches quand il y en a.
Alternatives : les cartouches sans plomb étant plus chères que les alternatives acier (dont les billes éparpillées dans l'environnement ou dans l'eau peuvent être récupérées au moyen d'une simple barre aimantée), les pratiquants ne sont pas incités à les utiliser, d'autant que les règlements internationaux imposent encore l'utilisation de cartouches à grenaille de plomb.

Le ball-trap « laser » est une alternative pour ce qui est de la concentration, mais qui ne traduit pas le recul du fusil.

De nouveaux plateaux d'argiles biodégradables ont été mis au point (moins dangereux quand des éclats sont ingérés par des vaches ou d'autres herbivores).
Séquelles environnementales : le plomb est un métal lourd toxique et non biodégradable.
Il persiste dans l'environnement et peut continuer à contaminer le réseau trophique (chaine alimentaire) dans l'espace et dans le temps, bien après l'abandon ou la faillite d'un ball-trap si le terrain n'a pas été dépollué. Ce plomb s'ajoute à celui des milliers de tonnes de grenaille dispersée annuellement par la chasse et certains stands de tir mais souvent de manière plus concentrée.
Ainsi des teneurs en plomb très élevées ont été relevées dans les foies, reins et os de petits mammifères capturés sur un ball-trap abandonné (sur sol acide et sableux), aussi bien chez des insectivores tels que la musaraigne commune que chez les rongeurs (ex. : souris des bois, Campagnol roussâtre qui présentaient des taux de plomb indicateurs de saturnisme, laissant penser que toute la chaine alimentaire était contaminée ; En particulier tous les campagnols et musaraignes piégés sur le site présentaient des teneurs en plomb dépassant le seuil critique de 25 mgrg/g[Quoi ?] (poids sec) (seuil considéré comme marquant l'intoxication saturnine pour les mammifères) ; la moyenne pour les musaraignes était de 270 mgrg de plomb/g (poids sec), avec un cas dépassant même 1 000 mgrg/g. Les teneurs en plomb des animaux vivant sur le site de l'ancien ball-trap étaient bien plus élevées que celles des animaux piégés aux alentours).
Chez tous les animaux intoxiqués le poids des reins était anormalement élevé, ce qui est un autre indicateur de saturnisme chronique. Le fait que les musaraignes soient si affectées montre que les insectes du sol et de la strate herbacée sont un vecteur de dispersion du plomb qui pourrait avoir été sous-estimé[réf. nécessaire]. En milieu acide la forme Pb+2 du plomb se montre beaucoup plus présente et biodisponible.
De nombreuses espèces (passereaux notamment, qui meurent intoxiqués par une ou quelques billes de plomb ingérées), mais aussi des oiseaux plus gros comme des oies ou des canards (ex. : Anas acuta s'alimentant sur des zones humides ayant reçu des volées de plomb provenant de ball trap) peuvent mortellement s'intoxiquer (« saturnisme aviaire »).
Les riverains des sites de ball-trap se plaignent du bruit et parfois (dans les cas des ball-trap temporaires) des débris de plateaux laissés au sol et susceptibles d'être ingérés (comme les plombs) par des vaches lorsqu'il s'agit de prés et prairies.

## Impacts sur la santé
Outre l'exercice d'attention visuelle que sa pratique exige, le ball-trap demande concentration et maîtrise de soi.
Pour protéger l'oreille interne, le port de protections auditives est obligatoire. Selon une étude récente, 1,5 % des jeunes français pratiquent régulièrement la chasse ou le ball-trap, et ce sont surtout des garçons 2,5 %, contre 0,4 % pour les filles. C'est donc une source de dégradation de l'audition qui arrive statistiquement loin derrière l'écoute ou la pratique de musiques amplifiées ou par baladeur.
Des lunettes de sécurité sont également recommandée pour protéger d'éventuels éclat ou plombs accidentellement perdus. De plus, les pratiquants réguliers sont exposés à l'inhalation de petites quantités de plomb provenant de l'azoture de plomb de l'amorce de la cartouche.
Cette activité est aussi, comme de nombreux stands de tir, à l'origine d'une pollution durable des sols par le plomb,, qui est non-biodégradable, et par d'autres métaux lourds ou métalloïde toxique (arsenic, antimoine). Elle est aussi à l'origine de l'intoxication d'oiseaux (saturnisme aviaire), qui pourrait indirectement (par la consommation de gibier) affecter la santé humaine.

## Autres usages
Quelques tirs au ball-trap sont souvent recommandés aux tireurs qui chassent depuis longtemps avec des cartouches au plomb, et qui passent aux cartouches sans plomb, car ces dernières, pour conserver une qualité balistique suffisante, contiennent une charge de poudre augmentée, qui produit un recul légèrement plus important. Cette différence explique une erreur de visée lors des premiers coups de feu, que le ball-trap ou tir sur cible permet de corriger rapidement.

## Françaisreconnus[réf.nécessaire]
- Jean-Philippe Royere
- Christophe Auvret
- Charles Bardou
- Anthony Terras
- Michel Prévost
- Jean-Jacques Baud
- Michel Carrega
- Mauricette Colavito
- Élie Penaud
- Jean-François Petitpied
- Delphine Reau
- Joël Girard
- Fanny Legout
- Matthieu Zeude[32]

## Galerie d'images

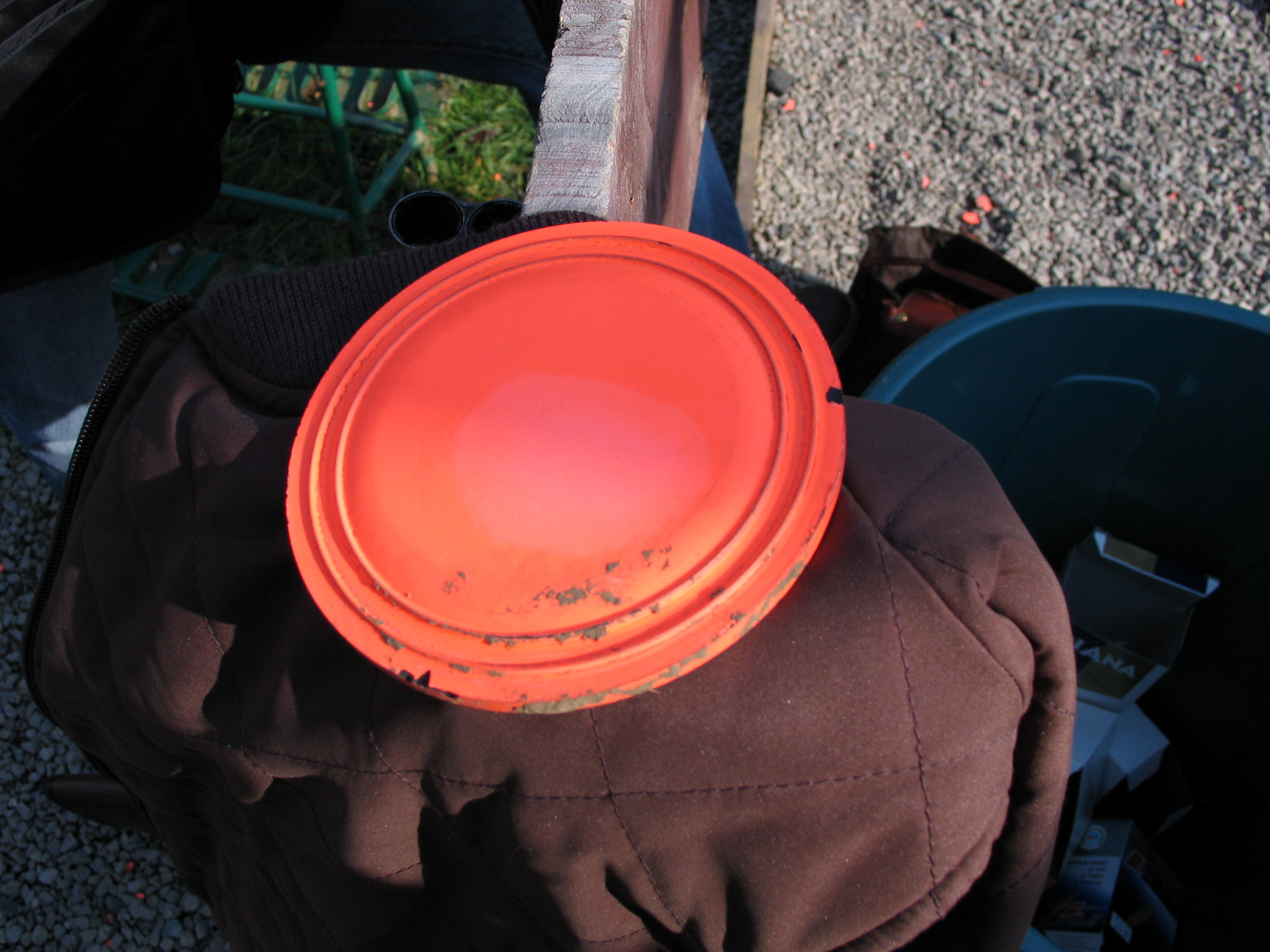
Plateau.
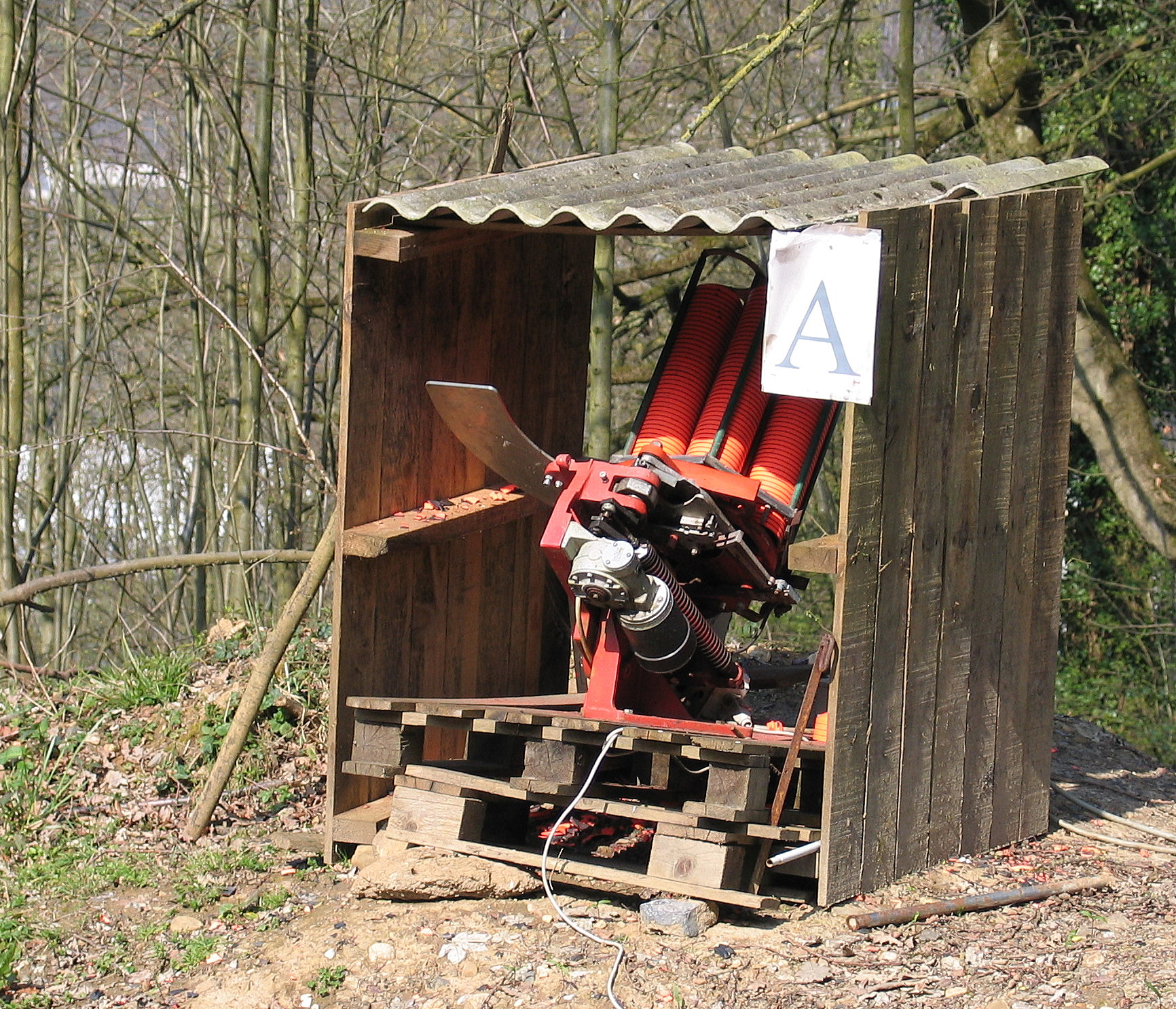
Lanceur.